# Giulio Balestrini
Giulio Balestrini (Saronno, 19 luglio 1907 – Milano, 5 maggio 1997) è stato un calciatore italiano, di ruolo centrocampista.

## Carriera

### Giocatore
Esordisce con la maglia del Saronno in Terza Divisione e nel 1927 viene acquistato dall'Inter dove alla prima stagione esordisce in massima serie nel derby contro il Milan, il 10 novembre 1929. Dopo la fusione con l'US Milanese e la nascita dell'Ambrosiana, rimane due stagioni nella nuova compagine raccogliendo un totale di altre 11 presenze e 2 reti, coronate dalla vittoria dello scudetto nel 1929-1930.
Dopo questa esperienza, si annoverano quelle col Lugano, la Roma, di nuovo Saronno e infine Monza.

## Palmarès
- Campionato italiano: 1

Ambrosiana: 1929-1930